# Stellar Stone
Stellar Stone（ステラストーン）とは、アメリカ合衆国カリフォルニア州サンタモニカに拠点を置いていたビデオゲーム開発会社である。少人数の開発チームはロシアやウクライナに駐在し、低予算でゲーム開発を行っていた。Stellar Stoneの共同オーナーはTS Group Entertainmentのセルゲイ・ティトフ（Sergey Titov）である。彼は自作ゲームエンジンのライセンスと引き換えに、Stellar Stoneの資産の大部分を所有していた。
設立から解散までに8作品のビデオゲームを発表しているが、大半は注目を集めることなく無名のまま忘れられていった。しかし、その中でも唯一有名な作品が2003年に発表された『Big Rigs: Over the Road Racing』である。『Big Rigs』は、現在まで「史上最低のビデオゲーム」として、悪い意味で世界的に知られている。8作品の大部分がGameMill Publishingから販売された。
ごく稀に行われた報道はほとんどが批判的な内容で、多くは『Big Rigs』の、時には他作品の劣悪なクオリティに関して記事が書かれた。ロシアのレビューサイトAbsolute Gamesには、『Total Mahjongg and Shanghai』を除く全てのStellar Stone製ゲームについて記事がある。

## 歴史
2000年、カリフォルニア州サンタモニカにて創業される。本社はサンタモニカに置かれていたが、ロサンゼルスとロンドンにも支社があった。開発チームはロシアやウクライナに駐在していた。このオフショアリングにより、Stellar Stoneはおおむね15,000米ドル程度の低予算でゲーム制作を行うことが可能であった。通常、欧州や米本土に拠点を置くデベロッパーでは、この3倍から5倍程度の予算を必要とする。
Stellar Stoneが開発した全てのゲームは、TS Group Entertainmentのセルゲイ・ティトフが開発したEternityというゲームエンジンを採用していた。ティトフはゲームエンジンの使用ライセンスと引き換えに、Stellar Stoneが有する資産の大部分を所有することとなった。『Big Rigs』のファンサイト「yourewinner.com」によるティトフへのインタビューによれば、当時Stellar Stoneは開発を安価に済ますことを最優先していたため、独自エンジン開発に費やす200,000～300,000ドルを惜しんでいたのだという。また、ティトフは同社の共同オーナーであったにもかかわらず、より優れた設計も開発手段も、さらにはゲームのリリースを止める力さえ有していなかったのだと主張している。
2006年、Stellar Stoneが業務を停止する。後のインタビューで他の社員の行方について尋ねられると、ティトフは「皆、どこに行ったのか皆目見当もつかない。気にしたこともない」と語っている。かつて公式ページの置かれていたwww.stellarstone.comのドメインは既に無効となり、現在はサイバースクワッティングの状態にある。ティトフは後にゾンビ・アポカリプスを題材としたゲーム『The War Z』（後にInfestation: Survivor Storiesと改題）の製作にプロデューサーとして携わっているが、『The War Z』についても批判的な評価やトラブルが多く、リリース2日後にSteamストアから一時除去されるという騒動も起こった。

## ゲーム
Stellar Stoneは2000年から2006年までに8作品のゲームを発表した。レーシングゲーム3作、パズルゲーム1作、ハンティングゲーム1作、ピンボールゲーム1作、そして南北戦争を題材とするリアルタイムストラテジー2作である。8作品のほとんどがGameMill Publishingから販売されたが、『Taxi Racer』だけはBestBuys Interactiveから販売された。ティトフはGameMill Publishingについて、「ゲームを売るための真の天才を選んだのだ！！！つまり、Gamemillの連中は本物の天才だった！」と評している。いずれのゲームもEternityエンジンを採用していた。
Stellar Stoneの製品のうち、最も悪名高いのは『Big Rigs: Over the Road Racing』であろう。『Big Rigs』はあらゆる場所で、ほぼ全ての箇所について未完成であると酷評されている。実際、このゲームはプレアルファ版、すなわち極めて初期の試作段階のままリリースされており、後に修正パッチが配布されたものの、ゲーム全体の品質はほとんど改善されなかった。
| タイトル                                                              | リリース日     | レーティング | ジャンル     |
| --------------------------------------------------------------------- | -------------- | ------------ | ------------ |
| Taxi Racer                                                            | 2001年10月22日 | E            | レーシング   |
| Remington Big Buck Trophy Hunt                                        | 2003年6月      | T            | ハンティング |
| Gettysburg: Civil War Battles Civil War Battles: Gettysburg 2003 別題 | 2003年8月      | T            | RTS          |
| Ultimate Civil War Battles: Robert E. Lee vs. Ulysses S. Grant        | 2003年10月     | T            | RTS          |
| Total Pinball Total Pinball 25 別題                                   | 2003年10月     | E            | ピンボール   |
| Big Rigs: Over the Road Racing                                        | 2003年11月20日 | E            | レーシング   |
| Midnight Race Club: Supercharged!                                     | 2004年1月      | E            | レーシング   |
| Total Mahjongg and Shanghai Total Mahjong / Total Shanghai 別題       | 2005年2月21日  | E            | パズル       |

## 評価
Stellar Stoneはしばしば『Big Rigs』の開発元として言及され、また批判される。『Big Rigs』については完全に否定的な評価のみが下されている。「これまで作られた中で最低のゲーム」（the worst game ever made）、「冗談にしかならない」（only good as a joke）、「完全に崩壊し、全ての場所が明らかに未完成」（completely broken and blatantly unfinished in nearly every way.）などの評価がある。こうした酷評ばかりが重なるのは、当たり判定の欠落、AIの欠陥、異常極まりない物理演算、そして勝利画面で取手の3つあるトロフィーと共に表示される象徴的な誤植「YOU'RE WINNER !」など、膨大な数のバグや欠陥が存在するためである。SwankWorldのレビュアーであるBrad Hicksは、このようなゲームをリリースすることも、生産することさえも恥であると評した。また、彼はStellar Stoneの公式ページに掲載されていた社是から「最高のゲーム技術をお客様に提供し、また開発費を削減することで開発時の技術的ハッスルではなく製品そのものに集中させる」という文章を引用し、『Big Rigs』という出来損ないがこの宣言を空文に変えたのだと述べた。そして、「より長い開発期間を費やしたところでせいぜい二級品にしかならないだろうに、彼らがどれだけの資金を捨てるつもりだったのか私にはわからない」「人々はPCゲームが死んだと語る。本作はそれを証明しつつある」と書いてレビューを締めくくった。GameSpot、Metacritic、GameRankingsといった大手レビューサイトでは、「史上最低のゲームソフト」として常に『Big Rigs』の名が上げられている。
劣悪な評価にもかかわらず、同社の売上は中程度にはあったという。『Big Rigs』はおよそ20,000本が販売され、『Gettysburg: Civil War Battles』および『Ultimate Civil War Battles: Robert E. Lee vs. Ulysses S. Grant』を合わせた米国内での販売数は100,000本以上になるという。